# Lista das equipes do Campeonato Mundial de Rali

## Equipes em 2007
- Campeonato Mundial de Rali
  - Citroën Total World Rally Team
  - BP Ford World Rally Team
  - Subaru World Rally Team
  - Munchi's Ford World Rally Team
  - Stobart M-Sport Ford Rally Team
  - OMV-Kronos Citroën World Rally Team

## Histórico das equipes (1973 - 1974)

### Alfa Romeo
- Alfa Romeo 1600 (1974)
- Alfa Romeo 1750 GTV (1973)
- Alfa Romeo 2000 GTV (1973 - 1974)
- Alfa Romeo Alfasud TI (1974)
- Alfa Romeo Alfetta (1974)
- Alfa Romeo Giulia S (1973)

### Alpine Renault
- Alpine Renault A110 1600 (1973)
- Alpine Renault A110 1800 (1973 - 1974)

### Audi
- Audi 80 (1973)

### Austin
- Austin 1275 GT (1973)
- Austin Maxi (1973)

### BMC
- BMC Mini Cooper (1973)

### BMW
- BMW 1602 (1974)
- BMW 2002 (1973 - 1974)
- BMW 2002 TI (1973)
- BMW 2002 TII (1973 - 1974)

### Chrysler
- Chrysler Avenger (1973)

### Citroën
- Citroën DS 21 (1973)
- Citroën GS (1973 - 1974)

### DAF
- DAF 55 (1973)
- DAF 66 (1973)

### Datsun
Veja também Nissan
- Datsun 160J (1974)
- Datsun 180B (1973)
- Datsun 240Z (1973)
- Datsun 260Z (1974)
- Datsun 510 (1973 - 1974)
- Datsun 510 SSS (1974)
- Datsun 1200 (1973 - 1974)
- Datsun 1600 SSS (1973)
- Datsun 1800 SSS (1973 - 1974)
- Datsun Cherry E (1973)
- Datsun Sunny (1973)
- Datsun Violet (1974)

### Dodge
- Dodge Colt (1973 - 1974)

### Fiat
- Fiat 124 (1973)
- Fiat 124 Sport Spyder (1974)
- Fiat Abarth 124 Rallye (1973 - 1974)
- Fiat 125S (1973)
- Fiat 128 Coupé (1973)

### Ford Motor Company
- Ford Capri 2600 (1973)
- Ford Escort Mexico (1973 - 1974)
- Ford Escort RS (1974)
- Ford Escort RS1600 (1973 - 1974)

### Hillman
- Hillman Avenger (1973)

### Honda
- Honda Civic (1974)

### Jeep
- Jeep Wagoneer (1973)

### Lada
- Lada 1200 (1974)
- Lada 1500 (1974)

### Lancia
- Lancia Beta Coupé (1974)
- Lancia Fulvia 1.6 Coupé HF (1973 - 1974)
- Lancia Stratos HF (1974)

### Mazda
- Mazda 1300 (1974)
- Mazda RX-2 (1973)

### Mercedes-Benz
- Mercedes-Benz 300 SEL (1974)

### Mitsubishi
- Mitsubishi Colt Galant (1973)
- Mitsubishi Colt Lancer (1974)
- Mitsubishi Galant (1973 - 1974)

### Morris
- Morris Marina (1973 - 1974)
- Morris Mini 850 (1974)
- Morris Mini Cooper (1973)

### Moskvitch
- Moskvitch 412 (1973 - 1974)
- Moskvitch 1500M (1973)

### Nissan
ver também Datsun

### Opel
- Opel Ascona 19 (1973 - 1974)
- Opel Ascona A (1973 - 1974)
- Opel Ascona SR (1973)
- Opel Commodore GS/E (1973)
- Opel Kadett 1200S (1974)
- Opel Kadett Rallye (1973 - 1974)
- Opel Manta (1973)

### Peugeot
- Peugeot 304S (1973 - 1974)
- Peugeot 504 (1973 - 1974)

### Plymouth
- Plymouth Cricket (1974)

### Polski Fiat
- Polski Fiat 125p (1973 - 1974)

### Porsche
- Porsche 911S (1973 - 1974)
- Porsche Carrera RS (1974)

### Renault
- Renault 12 Gordini (1973)
- Renault 16 TS (1974)
- Renault 17 Gordini (1974)

### Saab
- Saab 96 V4 (1973 - 1974)

### SEAT
- SEAT 127 (1973)

### Simca
- Simca 1000 Rallye (1973 - 1974)
- Simca 1100S (1973 - 1974)
- Simca Rallye 2 (1973 - 1974)

### Škoda
- Škoda 110L (1973)
- Škoda 120S (1973 - 1974)

### Subaru
- Subaru GL (1973)

### Sunbeam
- Sunbeam Avenger (1974)

### Toyota
- Toyota Celica (1973 - 1974)
- Toyota Corolla (1973 - 1974)

### Triumph
- Triumph Dolomite Spirit (1974)

### Trabant
- Trabant P 601 (1974)

### Vauxhall
- Vauxhall Firenza (1973)
- Vauxhall Magnum Coupé (1974)

### Volkswagen
- Volkswagen 1302S (1973)
- Volkswagen 1303S (1973)
- Volkswagen K70 (1973)

### Volvo
- Volvo 142 (1973 - 1974)
- Volvo 142S (1973 - 1974)

### Wartburg
- Wartburg 353 (1973 - 1974)